# Eteobalea anonymella
Eteobalea anonymella ist ein Schmetterling (Nachtfalter) aus der Familie der Prachtfalter (Cosmopterigidae).

## Merkmale
Die Falter erreichen eine Flügelspannweite von 8 bis 15 Millimetern. Der Kopf ist gelblich weiß und an den Seiten und hinten ockerfarben bis hellbraun. Die Fühler sind dunkelbraun und haben an der Spitze fünf weiße Ringe. Der Thorax glänzt dunkelbraun und hat hinten einige hellere Flecke. Die Beine sind dunkelbraun. Die Vorderflügel glänzen dunkelbraun und haben drei weiße Costalflecke: Der erste befindet sich bei 1/6 der Vorderflügellänge. Er ist zu einem schräg nach außen verlaufenden, fahl goldfarbenen Strich verlängert, der bis über die Analfalte hinausläuft, aber den Flügelinnenrand nicht erreicht. Der zweite befindet sich vor der Flügelmitte und ist zu einem erhabenen, fahl goldenen Strich verlängert. Er zeigt leicht nach außen und endet in der Flügelmitte. Der dritte befindet sich bei 3/4 der Vorderflügellänge und ist mehr als doppelt so groß wie die beiden inneren Flecke. Unterhalb ist er mit einem kleinen, erhabenen, fahl goldenen Fleck verbunden. Am Flügelinnenrand befinden sich zwei weitere erhabene, fahl goldene Flecke. Der innere liegt gegenüber dem zweiten Costalfleck und der äußere steht senkrecht zum Flügelinnenrand und liegt etwas weiter innen als der dritte Costalfleck. Am Apex befindet sich ebenfalls ein erhabener, fahl goldener Fleck. Eine Reihe kleiner, erhabener, fahl goldener Striche befindet sich – hauptsächlich dorsal – am Flügelaußenrand. Die Hinterflügel glänzen hellgrau und sind zum Apex dunkler. Das Abdomen glänzt dorsal braun.
Bei den Männchen verengt sich das Tegumen hinten und hat eine V-förmige Einbuchtung. Das rechte Brachium ist nahezu gerade und doppelt so lang wie das linke. Die Spitze ist nur leicht verbreitert. Das linke Brachium hat eine stumpfe Spitze. Die Valven sind birnenförmig. Die rechte Valvella verjüngt sich distal leicht und hat eine gerundete Spitze. Der Aedeagus ist leicht gekrümmt. Der knollenförmige Teil ist oval, der röhrenförmige Teil verengt sich distal und hat einen spitzen Apex.
Bei den Weibchen ist das 8. Segment ebenso lang wie breit. Das Ostium ist kreisförmig. Das Sterigma ist kugelförmig. Der Ductus bursae ist ebenso lang wie das Corpus bursae. Das Corpus bursae ist kurz und oval und verengt sich hinten abrupt. Es sind zwei unterschiedlich große, sichelförmige Signa ausgebildet.

### Ähnliche Arten
Eteobalea anonymella ähnelt Eteobalea serratella, unterscheidet sich von dieser Art aber durch die geringere Flügelspannweite, die silbrigeren Zeichnungselemente auf den Vorderflügeln und die dunkelbraune Femura der Hinterbeine.

## Verbreitung
Eteobalea anonymella ist in Europa mit Ausnahme des nördlichen Fennoskandinaviens verbreitet. Die Art kommt auch in Nordafrika, Kleinasien, im Nahen und Mittleren Osten und im Osten im Iran und in Zentralasien vor. Im Süden ist die Art auf bergige Regionen beschränkt.

## Biologie
Die Biologie der Art ist unbekannt. Die Falter können von Mai bis Mitte August angetroffen werden. Vermutlich gibt es von Ende August bis Anfang September eine zweite Generation.

## Systematik
Es sind folgende Synonyme bekannt:
- Stagmatophora (Parastagmatophora) anonymella Riedl, 1965
- Stagmatophora serratella auctt., (nec Treitschke, 1833) Fehlbestimmung

## Belege
1. 1 2 3 4 5 6 7  J. C. Koster, S. Yu. Sinev: Momphidae, Batrachedridae, Stathmopodidae, Agonoxenidae, Cosmopterigidae, Chrysopeleiidae. In: P. Huemer, O. Karsholt, L. Lyneborg (Hrsg.): Microlepidoptera of Europe. 1. Auflage. Band 5. Apollo Books, Stenstrup 2003, ISBN 87-88757-66-8, S. 140 (englisch).
2. 1 2  Eteobalea anonymella bei Fauna Europaea. Abgerufen am 9. Februar 2012